# Xysticus ellipticus
Xysticus ellipticus is een spinnensoort uit de familie van de krabspinnen (Thomisidae).
De wetenschappelijke naam van de soort werd in 1965 door A.L. Turnbull, Charles Denton Dondale & J.H. Redner gepubliceerd als nomen novum voor Synema obscurum Keyserling, 1880 NON Xysticus obscurus Collett, 1876 toen deze soort in het geslacht Xysticus werd geplaatst.